# Zoë Baker
Zoë Baker (ur. 29 lutego 1976 w Eckington) – brytyjska pływaczka. Od 2005 r. reprezentowała Nową Zelandię, medalistka mistrzostw Świata i Europy, a także rekordzistka Świata na długim i krótki basenie.

## Rekordy świata
| Data             | Miejsce | Konkurencja            | Rezultat | Status                          |
| ---------------- | ------- | ---------------------- | -------- | ------------------------------- |
| 4 stycznia 2002  | Durban  | 50 m stylem klasycznym | 30.53 s  | do 15 stycznia 2002             |
| 15 stycznia 2002 | Imperia | 50 m stylem klasycznym | 30.51 s  | do 17 stycznia 2002 Luo Xuejuan |
| 27 stycznia 2002 | Berlin  | 50 m stylem klasycznym | 30.31 s  | do 14 marca 2002 Emma Igelström |